# 山下貴司
山下 貴司（やました たかし、1965年〈昭和40年〉9月8日 - ）は、日本の政治家、検察官、法務官僚、弁護士（岡山弁護士会所属、登録番号43922）。自由民主党所属の衆議院議員（5期）。自由民主党副幹事長、自由民主党岡山県連会長。
法務大臣（第100代）、法務大臣政務官、内閣府大臣政務官（第3次安倍第3次改造内閣、第4次安倍内閣）を歴任した。

## 経歴
山下一盛・孝代夫妻の長男として香川県高松市に生まれる。父・一盛は中央大学法学部卒業の弁護士で1981年3月、京都地方検察庁検事を退官し、岡山で「山下一盛法律事務所」を開業した。両親は中央大学OBの勉強会仲間であり、結婚を機に母・孝代は試験の勉強をあきらめ、主婦として一盛を支えた。
岡山市立宇野小学校、岡山大学教育学部附属中学校、岡山県立岡山操山高等学校、東京大学法学部卒業。東大時代の同期には柴山昌彦、古川禎久（いずれも自由民主党所属の衆議院議員）がいた。大学在学中に司法試験に合格し、司法修習（第44期）修了後、検察官任官。任官同期には森本宏（東京地検特捜部長）がいる。
東京地検特捜部、法務省での勤務の他、在アメリカ合衆国日本国大使館一等書記官、法律顧問、慶應義塾大学法学部非常勤講師等を務めた。1997年、コロンビア大学コロンビア・ロー・スクール修了（フルブライト奨学生）。2010年、法務省刑事局国際課国際刑事企画官を最後に退官した。
2012年、第46回衆議院議員総選挙に自由民主党公認で岡山2区から出馬し、民主党前職の津村啓介を破り、初当選した（津村は比例復活）。
2014年、第47回衆議院議員総選挙に自民党公認で岡山2区から出馬し、民主党比例前職の津村啓介を再び破り、再選。2015年、石破派の結成に参加した。2017年、第3次安倍第3次改造内閣で法務大臣政務官、内閣府大臣政務官に任命された。
2017年の第48回衆議院議員総選挙では、旧希望の党に鞍替えした津村を岡山2区で破り、3選。選挙後に発足した第4次安倍内閣で法務大臣政務官、内閣府大臣政務官に再任された。2018年の自由民主党総裁選挙では、現職の大臣政務官ながら所属する石破派の領袖である石破茂を支持したが、総裁3選を受け安倍晋三首相が発足させた第4次安倍改造内閣で法務大臣に任命され、当選3回で初入閣した。
法相在任中に成立した法律は、
- 出入国管理及び難民認定法等改正法[18]（新たな外国人材受け入れのための在留資格の創設、入管庁の設置など）
- 民事執行法等改正法[19]（養育費不払いなどの強制執行の容易化など）
- 民法等の一部を改正する法律[20]（特別養子縁組制度の対象年齢の拡大など）
- 司法書士及び土地家屋調査士法の一部を改正する法律[21]（使命の明確化、懲戒手続きの適正・合理化など）

など9本。このほか、
- 児童虐待防止対策の強化を図るための懲戒権見直しなどの民法改正[22]
- 相続登記の申請義務化、民法の共有制度の見直しなどの不動産登記法・民法改正[23]
- コーポレートガバナンスや株式対価のM＆Aなどを含む会社法改正[24]について、法制審議会における議論を進めた。

2021年10月31日、第49回衆議院議員総選挙で立憲民主党から出馬した津村の比例復活を阻止し4選。
2024年9月12日、自民党総裁選挙が告示され、旧茂木派からは会長の茂木敏充と加藤勝信の2人が立候補した。山下は加藤の推薦人に名を連ねた。石破茂、高市早苗、小泉進次郎の3人が競り合う構図が固まった終盤、麻生太郎は9月25日に茂木と「反石破」での連携を確認し、茂木派議員の一部も取り込んだ。9月27日総裁選執行。高市が得票数1位で決選投票へ進むも、岸田文雄首相の後押しを受けた石破に敗れた。山下は1回目の投票では加藤に投じ、決選投票では茂木の意向に従わず、石破に投じた。同年10月27日、第50回衆議院議員総選挙では津村の比例復活を許すも5選。同年11月15日、自由民主党副幹事長に就任。

## 政策、主張
- 2002年から約3年間、在ワシントン日本大使館に赴任し一等書記官、法律顧問を務め、アメリカ合衆国内で日本政府を相手取り、中国や韓国の国籍を有する女性ら計15人が慰安婦問題に関して損害賠償請求を求めていた訴訟の陣頭指揮を執り、連邦最高裁判所まで争い勝訴した[16]。
- 議員生活7年で9本の議員立法を実現し、2016年9月25日、政策監視NPO「万年野党」により三ツ星国会議員となる[36]。（特定興行入場券の不正転売の禁止等による興行入場券の適正な流通の確保に関する法律（チケット不正転売禁止法）、再犯の防止等の推進に関する法律（再犯防止推進法）、改正ストーカー行為等の規制等に関する法律（ストーカー規制法）、空き家対策特別措置法、私事性的画像記録の提供等による被害の防止に関する法律（リベンジポルノ防止法）、原発被害賠償時効延長法、改正研究開発力強化法、公認心理師法、国外犯罪被害弔慰金等の支給に関する法律）
- 第9条を含む日本国憲法の改正に賛成[37]。
- 憲法への緊急事態条項の創設に賛成[37]。
- 参議院議員通常選挙で隣接する県を一つの選挙区にする「合区」をなくすための憲法改正に賛成[38]。
- アベノミクスを評価する[39]。
- 高収入の一部専門職を労働時間規制から除外する高度プロフェッショナル制度の導入に賛成[39]。
- 原子力発電は今後も活用すべき[38]。
- カジノの解禁に賛成[39]。
- 日本の核武装について「今後の国際情勢によっては検討すべき」としており、非核三原則の「持ち込ませず」の部分の見直しについても「議論すべき」としている[39]。
- 同性婚制度の導入について「どちらとも言えない」[38]。
- 選択的夫婦別姓について「どちらとも言えない」[40]。

## 人物

### 旧統一教会との関係
ジャーナリストの鈴木エイトが作成した「旧統一教会関連団体と関係があった現職国会議員168人」によれば、旧統一教会関連団体との関係について、2018年7月にジップアリーナ岡山で開催された教団系のイベント「復興祈念2018考情文化ピースフェスティバル in OKAYAMA」に来賓出席していたとされる。

### その他
- 両親は「司法を貴ぶ」の思いを込め、「貴司」という名前をつけた[4]。
- 地元岡山を良くして日本を良くしたいという「地方創生」の信念を持っている[42]。検察キャリアの中で悪と戦う正義感に動かされていた山下は、良き事をより良くして故郷の役に立ちたいという思いが故郷に帰るたびに強まり、だから検事を辞め政治家を志した[42]。また1つには、尖閣諸島中国漁船衝突事件における菅直人政権の対応が、検事を辞める理由となった[43]。彼は事件当時、法務省国際刑事企画官を務め、検察は船長の起訴を準備していた。ところが、菅直人の主導により当該船長は勾留から釈放となり、このような政権の権力による事件への介入に納得がいかず、失意の彼は検事を辞め法務省を去った[43]。政治家となったのち、山下は「政治に信義」、「政治に正義」、「政治に道義」という3つの理念を掲げる[6]。
- 小泉進次郎の腹心として知られている[16]。山下と小泉は共にコロンビア大学出身であり、コロンビア大学日本同窓会に参加することがある。山下は、小泉に加えて小渕優子と福田達夫の3人とは一緒にニュージーランド視察に行くほどに仲が良く、この3人から法務大臣就任祝いにだるまを贈呈されて大臣室に飾っていた[44]。
- 政治信条は安倍晋三に近いといわれており、2018年総裁選で安倍ではなく石破を支持した山下を安倍政権の法務大臣に抜擢する根拠となったという[16]。
- 家族は妻、1男2女[6]。
- 好きなアーティストは、サザンオールスターズ、尾崎豊、B'z、いきものがかり[6]。ことにサザンオールスターズは昔からずっと聴いている[45]。10代の頃は佐野元春、イエロー・マジック・オーケストラ（YMO）、大瀧詠一、アリスなどもよく聴いていた[45]。自分の子供があいみょんやOfficial髭男dismを聴いているので自分もそれらを聴いている[45]。法務大臣の頃、眠気がとれない朝はDA PUMPの「U.S.A.」を聴いてから出勤した[45]。法務大臣として答弁に臨む際は、クイーン「We Are The Champions」や映画『グレイテスト・ショーマン』の主題歌「ディス・イズ・ミー」を聴いて奮い立たせていた[45]。
- 法務大臣の頃、「社会を明るくする運動」中央推進委員会委員長を務め、なんばグランド花月上演の吉本新喜劇による人情がある更生がテーマの舞台に出演[46]。「やり直しができる明るい世の中にしていきたい」と訴えた[46]。
- 「ネット上の誹謗中傷対策等小委員会」委員長を務め、SNS（インターネット交流サイト）の誹謗中傷で自殺したプロレスラー木村花の母親と面会した山下は、「表現の自由に配慮しつつも誹謗中傷をなくす」取り組みを約束し、侮辱罪の厳罰化を中心とする緊急提言を提示した[47]。木村の母親と山下の面会から3か月後の2021年9月、侮辱罪の厳罰化が法務大臣諮問機関法制審議会に諮問されることが上川法務大臣から発表された[48]。
- ライブ･エンタテインメント議員連盟で事務局長を務める間に作成した議員提出法案が「チケット不正転売禁止法」である[45]。一社コンサートプロモーターズ協会（ACPC）が設立30周年を迎えた2019年、ライブ･エンタテインメント議員連盟の会長・石破茂と事務局長・山下はチケット高額転売問題取り組みへの貢献者として30周年記念パーティ[注 3]で来賓挨拶をした[49]。コロナウィルス流行下には自粛を余儀なくされているエンタテインメント業界の怒りに山下は気持ちを同じくし、ライブやエンタテインメントの必要性を訴えている[45]。

## 所属団体・議員連盟
- 自民党たばこ議員連盟[50]
- 日本会議国会議員懇談会
- 神道政治連盟国会議員懇談会[51]
- トラック輸送振興議員連盟
- 海事振興連盟
- マンガ・アニメ・ゲームに関する議員連盟（事務局長代理）
- 賃貸住宅対策議員連盟（幹事）
- UNHCR議員連盟（事務局次長）
- 日本・クウェート友好議員連盟（事務局長）
- 日本・ミャンマー友好議員連盟（事務局次長）
- 日本チベット国会議員連盟（事務局次長）
- 日米国会議員連盟
- 住宅政策促進議員連盟
- 空き家対策推進議員連盟（幹事長）
- マンション対策議員連盟（事務局次長）
- 測量設計議員連盟
- バス議員連盟
- 海事立国推進議員連盟
- 不動産鑑定士制度推進議員連盟（事務局次長）
- 次世代の社会保障制度を構想する議員連盟（幹事）
- 国民医療を守る議員の会（事務局次長）
- 心理職の国家資格化を推進する議員連盟（事務局長）
- とび工業振興議員連盟（事務局長）
- 更生保護を考える議員の会（事務局次長）
- 再犯防止を進める議員連盟（事務局長）
- 性暴力のない社会の実現を目指す議員連盟
- 認定こども園を推進する国会議員連盟
- 地域包括ケアシステム・介護促進議員連盟
- 事業再生・サービサー振興議員連盟（幹事）
- 街の酒屋さんを守る国会議員の会（幹事）
- 演歌・歌謡曲を応援する国会議員の会（幹事）
- 新交通システム推進議員連盟（幹事）
- 「自由で開かれたインド太平洋」推進議員連盟（副会長）
- グラウンド・ゴルフ振興議員連盟（事務局次長）
- オンラインゲーム・eスポーツ議員連盟（事務局長）
- ライブ･エンタテインメント議員連盟（事務局長）[52]
- 全ての女性の安心・安全と女子スポーツの公平性を守る議員連盟（副代表）[53]

## 著作
- 論文等
  - 山下貴司「公認心理師への期待」『臨床心理学 臨時増刊号 公認心理師』、金剛出版、12-13頁、2016年9月。ISBN 978-4-7724-1509-5。
  - 山下貴司「岡山行政法実務研究会 議員立法のつくり方 – 改正ストーカー規正法と空家対策特別法などを題材に –」『臨床法務研究』第19巻、岡山大学大学院法務研究科、51-64頁、2017年9月。 NAID 120006352353。
- 共著
  - 大塚拓、伊藤渉、大野敬太郎、小松裕、宮崎謙介、山下貴司『改正 研究開発力強化法』科学新聞社、2015年8月10日。ISBN 978-4-8612-0043-4。
  - 宮路和明、西村明宏、山下貴司 著、自由民主党空き家対策推進議員連盟 編『空家等対策特別措置法の解説』大成出版社、2015年10月1日。ISBN 978-4-8028-3218-2。
  - 平沢勝栄、三原じゅん子、山下貴司『よくわかるリベンジポルノ防止法』立花書房、2016年6月20日。ISBN 978-4-8037-0723-6。
  - 山下貴司、宮内秀樹、三谷英弘『チケット不正転売禁止法がよくわかるQ&A』第一法規、2019年6月1日。ISBN 978-4-4740-6758-5。

## 選挙歴
| 当落 | 選挙                   | 執行日         | 年齢 | 選挙区      | 政党       | 得票数    | 得票率 | 定数 | 得票順位 /候補者数 | 政党内比例順位 /政党当選者数 |
| ---- | ---------------------- | -------------- | ---- | ----------- | ---------- | --------- | ------ | ---- | ------------------ | ---------------------------- |
| 当   | 第46回衆議院議員総選挙 | 2012年12月16日 | 47   | 岡山県第2区 | 自由民主党 | 8万2061票 | 52.80% | 1    | 1/3                | /                            |
| 当   | 第47回衆議院議員総選挙 | 2014年12月14日 | 49   | 岡山県第2区 | 自由民主党 | 7万1436票 | 49.59% | 1    | 1/3                | /                            |
| 当   | 第48回衆議院議員総選挙 | 2017年10月22日 | 52   | 岡山県第2区 | 自由民主党 | 7万3150票 | 51.14% | 1    | 1/4                | /                            |
| 当   | 第49回衆議院議員総選挙 | 2021年10月31日 | 56   | 岡山県第2区 | 自由民主党 | 8万903票  | 56.39% | 1    | 1/2                | /                            |
| 当   | 第50回衆議院議員総選挙 | 2024年10月27日 | 59   | 岡山県第2区 | 自由民主党 | 9万5452票 | 47.70% | 1    | 1/3                | /                            |